# Independent Spirit Awards 1995
Die zehnte Verleihung der Independent Spirit Awards fand am 25. März 1995 statt.

## Zusammenfassung
Wie schon im Vorjahr war ein Film von Ang Lee für sechs Awards nominiert und gewann keinen: Eat Drink Man Woman (Yin shi nan nu). Ebenfalls leer aus ging Alan Rudolph für Mrs. Parker und ihr lasterhafter Kreis (Mrs. Parker and the Vicious Circle), dieser Film war fünfmal nominiert. Der große Gewinner war Quentin Tarantinos Pulp Fiction mit vier Awards, darunter gleich zwei (Regie und Drehbuch) für Tarantino selber. Den Regiepreis gewann er gegen namhafte Konkurrenz: Roman Polański für Der Tod und das Mädchen (Death and the Maiden) (die einzige Nominierung für diesen Film), Alan Rudolph, John Dahl und Woody Allen, dessen schwarze Komödie Bullets Over Broadway für vier Preise nominiert war und zwei gewann. Bei den Newcomern schlug David O. Russell mit Spanking the Monkey Kevin Smith’ Clerks – Die Ladenhüter. Den Preis für den besten ausländischen Film sicherte sich der schon einmal nominierte Krzysztof Kieślowski für seinen letzten Film Drei Farben: Rot (Trois couleurs: Rouge).

## Gewinner und Nominierte

### Bester Film
Pulp Fiction – Lawrence Bender
Bullets Over Broadway – Robert Greenhut
Eat Drink Man Woman (Yin shi nan nu) – Ted Hope, Hsu Li-Kong, James Schamus
Freddy’s New Nightmare (New Nightmare) – Marianne Maddalena
Mrs. Parker und ihr lasterhafter Kreis (Mrs. Parker and the Vicious Circle) – Robert Altman

### Bester Debütfilm
Spanking the Monkey – David O. Russell, Dean Silvers
Clean, Shaven – Lodge Kerrigan
Clerks – Die Ladenhüter (Clerks.) – Kevin Smith, Scott Mosier
Life Is Trouble – Darnell Martin, Lane Janger
Suture – David Siegel, Scott McGehee, Michèle Pétin

### Bester Hauptdarsteller
Samuel L. Jackson – Pulp Fiction
Sihung Lung – Eat Drink Man Woman (Yin shi nan nu)
William H. Macy – Oleanna
Campbell Scott – Mrs. Parker und ihr lasterhafter Kreis (Mrs. Parker and the Vicious Circle)
Jon Seda – Life Is Trouble

### Beste Hauptdarstellerin
Linda Fiorentino – Die letzte Verführung (The Last Seduction)
Jennifer Jason Leigh – Mrs. Parker und ihr lasterhafter Kreis (Mrs. Parker and the Vicious Circle)
Karen Sillas – What Happened Was…
Lauren Vélez – Life Is Trouble
Wu Qianlian – Eat Drink Man Woman (Yin shi nan nu)

### Bester Nebendarsteller
Chazz Palminteri – Bullets Over Broadway
Giancarlo Esposito – Fresh
Larry Pine – Vanja auf der 42. Straße (Vanya on 42nd Street)
Eric Stoltz – Pulp Fiction
Nicholas Turturro – Zoff in Federal Hill (Federal Hill)

### Beste Nebendarstellerin
Dianne Wiest – Bullets Over Broadway
V. S. Brodie – Go Fish
Carla Gallo – Spanking the Monkey
Kelly Lynch – Aussichtslos (The Beans of Egypt, Maine)
Brooke Smith – Vanja auf der 42. Straße (Vanya on 42nd Street)

### Bestes Leinwanddebüt
Sean Nelson – Fresh
Jeff Anderson – Clerks – Die Ladenhüter (Clerks.)
Jeremy Davies – Spanking the Monkey
Alicia Witt – Fun – Mordsspaß (Fun)
Renée Zellweger – Love and a .45

### Beste Regie
Quentin Tarantino – Pulp Fiction
John Dahl – Red Rock West
Ang Lee – Eat Drink Man Woman (Yin shi nan nu)
Roman Polański – Der Tod und das Mädchen (Death and the Maiden)
Alan Rudolph – Mrs. Parker und ihr lasterhafter Kreis (Mrs. Parker and the Vicious Circle)

### Bestes Drehbuch
Quentin Tarantino, Roger Avary – Pulp Fiction
Woody Allen, Douglas McGrath – Bullets Over Broadway
Randy Sue Coburn, Alan Rudolph – Mrs. Parker und ihr lasterhafter Kreis (Mrs. Parker and the Vicious Circle)
John Dahl, Rick Dahl – Red Rock West
Hui-Ling Wang, James Schamus, Ang Lee – Eat Drink Man Woman (Yin shi nan nu)

### Bestes Drehbuchdebüt
David O. Russell – Spanking the Monkey
James Bosley – Fun – Mordsspaß (Fun)
Tom Noonan – What Happened Was...
Kevin Smith – Clerks – Die Ladenhüter (Clerks.)
Paul Zehrer – Blessing

### Beste Kamera
John Thomas – Barcelona
Greg Gardiner – Suture
Alexander Gruszynski – Life Is Trouble
Stevan Larner – Aussichtslos (The Beans of Egypt, Maine)
Jong Lin – Eat Drink Man Woman (Yin shi nan nu)

### Bester ausländischer Film
Drei Farben: Rot (Trois couleurs: Rouge) – Krzysztof Kieślowski
Der blaue Drachen (Lan feng zheng) – Tian Zhuangzhuang
Ladybird, Ladybird – Ken Loach
Die Opfer von St. Vincent – Schrei nach Hilfe (The Boys of St. Vincent) – John N. Smith
32 Variationen über Glenn Gould (Thirty Two Short Films About Glenn Gould) – François Girard